# 短清
短清，古琴曲，傳為嵇康所作，與長清、長側、短側合稱「嵇氏四弄」。現存琴譜中初見於《神奇秘譜》中卷霞外神品。

## 版本
收錄於《神奇秘譜》、《風宣玄品》、《西麓堂琴統》、《杏莊太音補遺》、《琴學叢書》等譜中。

## 曲意
《神奇秘譜》：「臞仙曰：『是曲者，漢蔡邕所也。有長清、短清二曲。取興於雪，其言淸潔而無塵滓之志，厭世途超空明之趣也。志在髙古，其趣深遠，若寒潭之澄深也。意髙在冲漢之表，遊覽千古，有紫虛大羅之想，恍若生羽翰飛謁玉京者也。』」
《西麓堂琴統》中短側後記：「長淸、短淸、長側、短側本嵇中散所作四弄也，後人訛之以前為蔡中郞作，後為其女文姬之作，沿襲滋久，聾瞶莫回，甚可嘅嘆，蓋古今所傳九弄，若遊春、淥水、幽居、秋思、坐愁出於蔡邕，通此四曲而成九數，故知其作於嵇康無疑，特為書表之，以破千年載之惑。」

## 演奏版本
- 《神奇秘譜》，陳長林打譜並演奏。[4]
- 《神奇秘譜》，吳文光打譜。[5]